# Jardin botanique alpin Chanousia
Le jardin botanique alpin Chanousia est un alpinum de France situé en Savoie, au col du Petit-Saint-Bernard, à 2 170 mètres d'altitude. Entre la frontière italienne et la Vallée d'Aoste à quelques centaines de mètres au nord-est et l'hospice du Petit-Saint-Bernard à quelques centaines de mètres au sud-ouest.
Pour des raisons historiques car initialement situé en territoire italien, il est géré par des institutions italiennes, à savoir la commune de La Thuile. Il est ouvert au public de juillet à septembre.

## Histoire
De 1860 à 1909, l'hospice du Petit-Saint-Bernard, à cette époque en territoire italien, est dirigé par l'abbé valdôtain Pierre Chanoux. En raison de sa passion pour la botanique, il aménage à partir de 1880 un jardin, dont la naissance est formalisée en 1893 par une délibération de la commune de La Thuile. Le jardin prend le nom de son fondateur et il est inauguré le 29 juillet 1897.
Par la suite, il est notamment dirigé par Lino Vaccari et par Marco De Marchi et il parvient à accueillir plus de 4 000 espèces végétales appartenant à la flore typique des Alpes ; il est alors considéré comme l'un des premiers jardins avec une telle variété floristique.
Abandonné en 1940 et détruit par les bombardements de la Seconde Guerre mondiale, il passe en territoire français avec le traité de Paris qui déplace la frontière de plusieurs centaines de mètres vers le nord-est,. Il demeure à l'abandon jusqu'en 1976 lorsque la Société de la flore valdôtaine, par les soins d'Éphyse Noussan, lance son projet de restauration,. Il comporte depuis environ 1 600 espèces représentatives de la flore des Alpes.
Même s'il se trouve en territoire français, il appartient à deux institutions italiennes, l'Ordre de Saint-Maurice et à la commune de La Thuile.

## Environnements

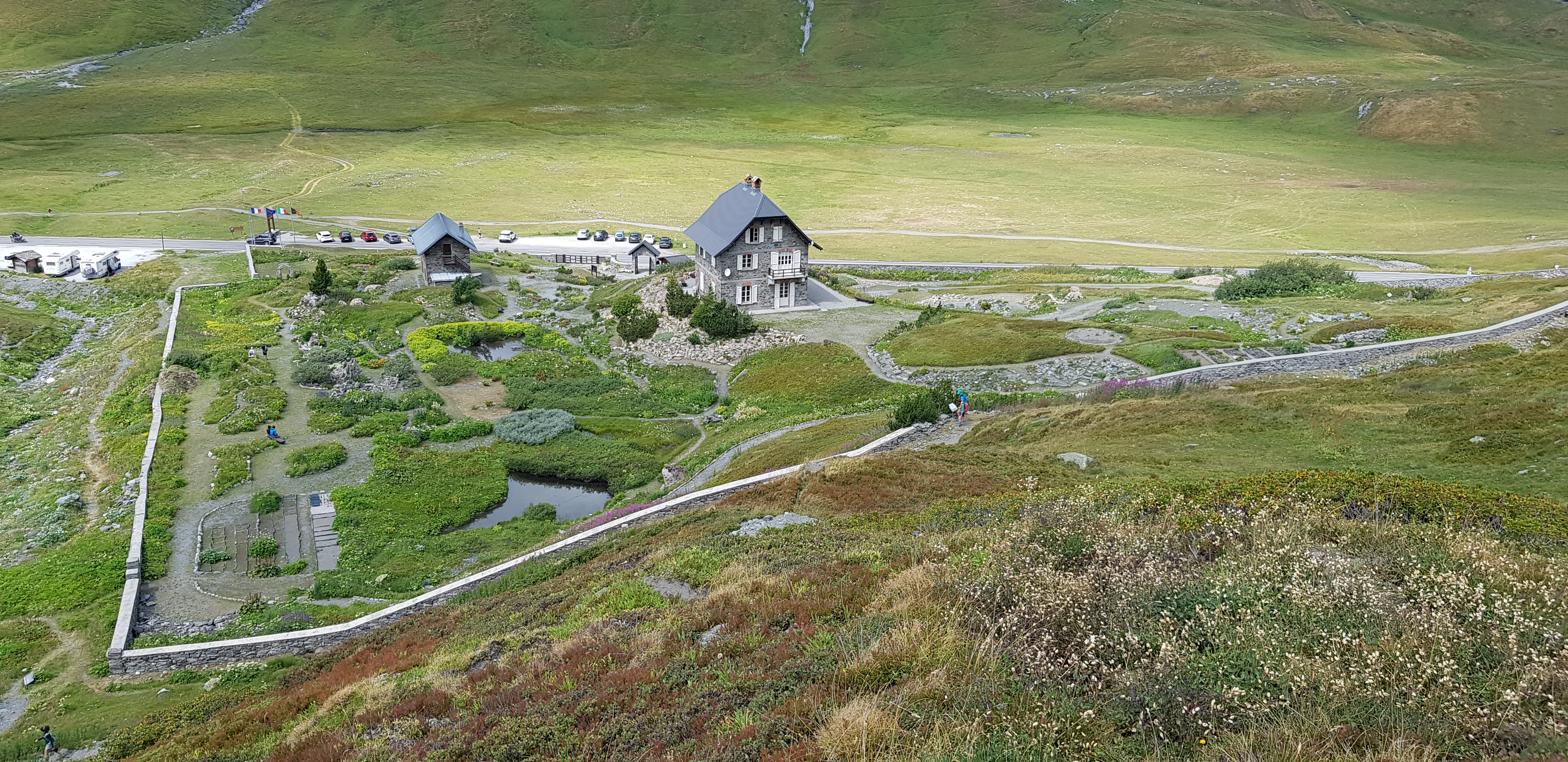
Vue panoramique du jardin.

Les environnements présents à la Chanousia sont rangés par thèmes :
- les roches siliceuses ;
- les éboulis siliceux ;
- les roches calcaires ;
- la prairie alpine ;
- la mégaphorbiaie ;
- l'environnement de grève ;
- la tourbière ;
- le pré humide et le petit lac.

La banque de graines (Semis) et les rochères sont en cours de restauration.